# Ryan Williams (homme politique)
Pour les articles homonymes, voir Ryan Williams et Williams.
Ryan Williams, né le 23 janvier 1979 à Belleville en Ontario, est un hôtelier et homme politique canadien. Il représente la circonscription de Baie de Quinte à la Chambre des communes du Canada de 2021 à 2025 sous la bannière du Parti conservateur du Canada.